# Nicrophorus smefarka
Nicrophorus smefarka är en skalbaggsart som beskrevs av Háva, Schneider och Ruzicka 1999. Nicrophorus smefarka ingår i släktet Nicrophorus och familjen asbaggar. Inga underarter finns listade i Catalogue of Life.